# Copa de los Países Bajos 2021-22
La Copa de los Países Bajos 2021-22 o también llamada TOTO KNVB Cup por razones de patrocinio, fue la 104.ª edición del torneo. La final se jugó en el Stadion Feyenoord. El campeón obtuvo un cupo para la Liga Europa de la UEFA 2022-23 desde la ronda de Play-off. Además jugará la Supercopa de los Países Bajos 2022 contra el campeón de la Eredivisie 2021-22. La competición inicio el 14 de agosto de 2021 con las rondas preliminares y concluyó el 17 de abril de 2022
El PSV Eindhoven resultó el ganador al vencer al Ajax por 2 a 1.

## Calendario
| Ronda                    | Sorteo                                                                           | Fechas                         |
| ------------------------ | -------------------------------------------------------------------------------- | ------------------------------ |
| Primera ronda preliminar | 15 de julio de 2021                                                              | 14 de agosto de 2021           |
| Segunda Ronda preliminar | 19 de agosto de 2021                                                             | 21 al 23 de septiembre de 2021 |
| Primera Ronda            | 25 de septiembre de 2021                                                         | 26 al 28 de octubre de 2021    |
| Segunda Ronda            | 30 de octubre de 2021                                                            | 14 al 16 de diciembre de 2021  |
| Octavos de final         | 18 de diciembre de 2021                                                          | 18 al 20 de enero de 2022      |
| Cuartos de final         | 18 de diciembre de 2021 (clubes locales) 22 de enero de 2022 (clubes visitantes) | 8 al 10 de febrero de 2022     |
| Semifinales              | 22 de enero de 2022 (clubes locales) 12 de febrero de 2022 (clubes visitantes)   | 1 al 3 de marzo de 2022        |
| Final                    | 12 de febrero de 2022                                                            | 17 de abril de 2022            |

## Rondas preliminares

### Primera ronda preliminar
24 equipos amateurs se clasificaron para esta etapa, con 12 equipos que recibieron un pase a la segunda ronda preliminar. El sorteo de la primera ronda preliminar se realizó el 15 de julio de 2021. El sorteo fue realizado por Oskar van Logtestijn, jugador del vv Hoogland.
| Equipo local            | Resultado     | Equipo visitante   |
| ----------------------- | ------------- | ------------------ |
| Blauw Geel '38 (4)      | 1–2           | FC Lisse (4)       |
| Hollandia (4)           | 1–5           | ACV (4)            |
| DEM (4)                 | 1–1 (4 - 5 p) | Sparta Nijkerk (4) |
| HSC '21 (4)             | 1–1 (9 - 8 p) | Excelsior '31 (4)  |
| AFC Ajax (amateurs) (4) | 2–1           | EVV (4)            |
| JOS Watergraafsmeer (4) | 1–5           | Ter Leede (4)      |

### Segunda ronda preliminar
La segunda ronda preliminar será disputada por los seis ganadores de la primera ronda preliminar, los doce equipos de la Derde Divisie o cuarta división que obtuvieron acceso directo a esta ronda, los clubes de la Tweede Divisie y los clubes amateurs que fueron descalificados de la Copa del año pasado debido a la Pandemia de COVID-19 en Países Bajos . Los partidos se jugarán del 21 al 23 de septiembre de 2021. El sorteo tuvo lugar el 19 de agosto de 2021.
| Equipo local            | Resultado            | Equipo visitante        |
| ----------------------- | -------------------- | ----------------------- |
| Achilles Veen (5)       | 3–2 (t. s)           | DTS Ede (6)             |
| AFC Ajax (amateurs) (4) | 4–1                  | VVSB (4)                |
| VV Goes (4)             | 1–2                  | VV DOVO (4)             |
| DVS '33 (4)             | 2–2 (t. s) (4 - 2 p) | VV Noordwijk (3)        |
| HHC Hardenberg (3)      | 0–2 (t. s)           | VV Capelle (5)          |
| FC Lisse (4)            | 1–2                  | AFC (3)                 |
| ASWH (3)                | 1–0                  | HV & CV Quick (4)       |
| IJsselmeervogels (3)    | 3–1 (t. s)           | Sportlust '46 (4)       |
| HSV Hoek (4)            | 2–3                  | SteDoCo (4)             |
| GVVV (3)                | 3–1 (t. s)           | VVOG (4)                |
| BVV Barendrecht (4)     | 3–0                  | SVV Scheveningen (3)    |
| VV Katwijk (3)          | 2–3                  | Harkemase Boys (4)      |
| Quick Boys (3)          | 0–2                  | Rijnsburgse Boys (3)    |
| Sparta Nijkerk (4)      | 2–0 (t. s)           | VV Sliedrecht (6)       |
| ODIN '59 (4)            | 1–2                  | De Treffers (3)         |
| Kozakken Boys (3)       | 2–0                  | RKSV Groene Ster (4)    |
| SV Spakenburg (3)       | 5–2                  | VV UNA (4)              |
| USV Hercules (4)        | 1–1 (t. s) (3 - 4 p) | ACV (4)                 |
| ADO '20 (4)             | 2–1                  | Koninklijke HFC (3)     |
| GVV Unitas (4)          | 1–0                  | Ter Leede (4)           |
| OSS '20 (4)             | 2–1                  | HSC '21 (4)             |
| OFC Oostzaan (4)        | 0–2 (t. s)           | Excelsior Maassluis (3) |
| VV Gemert (4)           | 3–1                  | SV TEC (3)              |
| VV Hoogland (4)         | 0–1                  | RKVV Westlandia (4)     |
| VV Staphorst (4)        | 3–1                  | VV Dongen (4)           |

## Primera Ronda
Los equipos que participarán en esta ronda serán los 25 amateurs que hayan ganado su partido en la Segunda ronda preliminar, los 16 equipos profesionales de la Eerste Divisie y los 13 clubes de la Eredivisie. Ajax , AZ Alkmaar , Feyenoord , PSV y Vitesse iniciaran desde la Segunda ronda debido a su participación en las competiciones europeas de clubes. Los partidos se jugarán los días 26, 27 y 28 de octubre.
| Equipo local            | Resultado    | Equipo visitante        | Fecha         |
| ----------------------- | ------------ | ----------------------- | ------------- |
| SteDoCo (4)             | 0-5          | Utrecht (1)             | 26 de octubre |
| Kozakken Boys (3)       | 1-2 (t. s)   | Telstar (2)             | 26 de octubre |
| FC Volendam (2)         | 0-3          | FC Emmen (2)            | 26 de octubre |
| Sparta Nijkerk (4)      | 0-2          | ADO La Haya (2)         | 26 de octubre |
| ACV (4)                 | 0-3          | MVV Maastricht (2)      | 26 de octubre |
| DVS '33 (4)             | 2-1          | FC Eindhoven (2)        | 26 de octubre |
| ASWH (3)                | 1-3          | Heracles Almelo (1)     | 26 de octubre |
| SV Spakenburg (3)       | 3-0          | FC Dordrecht (2)        | 26 de octubre |
| PEC Zwolle (1)          | 4-1          | De Graafschap (2)       | 26 de octubre |
| Roda JC (2)             | 2-1          | FC Den Bosch (2)        | 26 de octubre |
| NAC Breda (2)           | 1-1 (4:2 p.) | VVV-Venlo (2)           | 26 de octubre |
| OSS '20 (4)             | 0-2          | FC Twente (1)           | 27 de octubre |
| RKVV Westlandia (4)     | 2-5          | Excelsior Maassluis (3) | 27 de octubre |
| Almere City (2)         | 0-2          | Go Ahead Eagles (1)     | 27 de octubre |
| Harkemase Boys (5)      | 2-1          | VV DOVO (4)             | 27 de octubre |
| ADO '20 (4)             | 2-3          | BVV Barendrecht (4)     | 27 de octubre |
| VV Capelle (5)          | 0-3          | NEC Nijmegen (1)        | 27 de octubre |
| IJsselmeervogels (3)    | 0-3          | SBV Excelsior (2)       | 27 de octubre |
| GVVV (3)                | 0-2          | Sparta de Róterdam (1)  | 27 de octubre |
| AFC (3)                 | 1-2          | SC Heerenveen (1)       | 27 de octubre |
| Achilles Veen (5)       | 4-0          | GVV Unitas (4)          | 27 de octubre |
| Fortuna Sittard (1)     | 3-0          | FC Oss (3)              | 27 de octubre |
| De Treffers (3)         | 2-2 (6:5 p.) | Rijnsburgse Boys (3)    | 27 de octubre |
| VV Staphorst (4)        | 0-3          | VV Gemert (4)           | 27 de octubre |
| FC Groningen (1)        | 4-0          | Helmond Sport (2)       | 27 de octubre |
| AFC Ajax (amateurs) (4) | 0-5          | SC Cambuur (1)          | 28 de octubre |
| RKC Waalwijk (1)        | 3-0          | Willem II (1)           | 28 de octubre |

## Segunda Ronda
Los 27 equipos ganadores de la primera ronda más los 5 equipos exentos debido a participaciones europeas jugarán a partir de esta ronda. El sorteo se realizó el 30 de octubre de 2021 y los enfrentamientos se jugaron del 14 al 16 de diciembre de 2021.
| Equipo local        | Resultado  | Equipo visitante        | Fecha           |
| ------------------- | ---------- | ----------------------- | --------------- |
| ADO La Haya (2)     | 4-2        | VV Gemert (4)           | 14 de diciembre |
| FC Emmen (2)        | 0-1        | Excelsior Maassluis (3) | 14 de diciembre |
| PEC Zwolle (1)      | 4-0        | MVV Maastricht (2)      | 14 de diciembre |
| Telstar (2)         | 5-3        | SV Spakenburg (3)       | 14 de diciembre |
| NAC Breda (2)       | 3-2        | Utrecht (1)             | 14 de diciembre |
| FC Twente (1)       | 2-1 (t. s) | Feyenoord (1)           | 15 de diciembre |
| Vitesse (1)         | 2-1        | Sparta de Róterdam (1)  | 15 de diciembre |
| Harkemase Boys (4)  | 0-5        | RKC Waalwijk (1)        | 15 de diciembre |
| SBV Excelsior (2)   | 2-4 (t. s) | FC Groningen (1)        | 15 de diciembre |
| Go Ahead Eagles (1) | 2-0        | Roda JC (2)             | 15 de diciembre |
| AZ Alkmaar (1)      | 4-1        | Heracles Almelo (1)     | 15 de diciembre |
| Ajax (1)            | 4-0        | BVV Barendrecht (4)     | 15 de diciembre |
| PSV Eindhoven (1)   | 2-0        | Fortuna Sittard (1)     | 15 de diciembre |
| SC Cambuur (1)      | 1-2        | NEC Nijmegen (1)        | 16 de diciembre |
| Achilles Veen (5)   | 0-2        | DVS '33 (4)             | 16 de diciembre |
| SC Heerenveen (1)   | 2-0        | De Treffers (3)         | 16 de diciembre |

## Cuadro de desarrollo
|  | Octavos de final          | Octavos de final          |                     |                   | Cuartos de final           | Cuartos de final           |  |                     | Semifinales             | Semifinales             |  |                   | Final                                            | Final                                            |  |
|  | 18 al 20 de enero de 2022 | 18 al 20 de enero de 2022 |                     |                   | 8 al 10 de febrero de 2022 | 8 al 10 de febrero de 2022 |  |                     | 1 al 3 de marzo de 2022 | 1 al 3 de marzo de 2022 |  |                   | 17 de abril de 2022 Stadion Feijenoord, Róterdam | 17 de abril de 2022 Stadion Feijenoord, Róterdam |  |
|  |                           |                           |                     |                   |                            |                            |  |                     |                         |                         |  |                   |                                                  |                                                  |  |
|  |                           |                           |                     |                   |                            |                            |  |                     |                         |                         |  |                   |                                                  |                                                  |  |
|  | PSV Eindhoven (1)         | 2                         |                     |                   |                            |                            |  |                     |                         |                         |  |                   |                                                  |                                                  |  |
|  | PSV Eindhoven (1)         | 2                         |                     |                   |                            |                            |  |                     |                         |                         |  |                   |                                                  |                                                  |  |
|  | Telstar (2)               | 1                         |                     |                   |                            |                            |  |                     |                         |                         |  |                   |                                                  |                                                  |  |
|  | Telstar (2)               | 1                         |                     | PSV Eindhoven (1) | 4                          |                            |  |                     |                         |                         |  |                   |                                                  |                                                  |  |
|  |                           |                           |                     | PSV Eindhoven (1) | 4                          |                            |  |                     |                         |                         |  |                   |                                                  |                                                  |  |
|  |                           |                           | NAC Breda (2)       | 0                 |                            |                            |  |                     |                         |                         |  |                   |                                                  |                                                  |  |
|  | NAC Breda (2)             | 2                         | NAC Breda (2)       | 0                 |                            |                            |  |                     |                         |                         |  |                   |                                                  |                                                  |  |
|  | NAC Breda (2)             | 2                         |                     |                   |                            |                            |  |                     |                         |                         |  |                   |                                                  |                                                  |  |
|  | PEC Zwolle (1)            | 1                         |                     |                   |                            |                            |  |                     |                         |                         |  |                   |                                                  |                                                  |  |
|  | PEC Zwolle (1)            | 1                         |                     |                   |                            |                            |  | Go Ahead Eagles (1) | 1                       |                         |  |                   |                                                  |                                                  |  |
|  |                           |                           |                     |                   |                            |                            |  | Go Ahead Eagles (1) | 1                       |                         |  |                   |                                                  |                                                  |  |
|  |                           |                           | PSV Eindhoven (1)   | 2                 |                            |                            |  |                     |                         |                         |  |                   |                                                  |                                                  |  |
|  | FC Groningen (1)          | 1                         | PSV Eindhoven (1)   | 2                 |                            |                            |  |                     |                         |                         |  |                   |                                                  |                                                  |  |
|  | FC Groningen (1)          | 1                         |                     |                   |                            |                            |  |                     |                         |                         |  |                   |                                                  |                                                  |  |
|  | NEC Nijmegen (1)          | 2                         |                     |                   |                            |                            |  |                     |                         |                         |  |                   |                                                  |                                                  |  |
|  | NEC Nijmegen (1)          | 2                         |                     | NEC Nijmegen (1)  | 0                          |                            |  |                     |                         |                         |  |                   |                                                  |                                                  |  |
|  |                           |                           |                     | NEC Nijmegen (1)  | 0                          |                            |  |                     |                         |                         |  |                   |                                                  |                                                  |  |
|  |                           |                           | Go Ahead Eagles (1) | 2                 |                            |                            |  |                     |                         |                         |  |                   |                                                  |                                                  |  |
|  | SC Heerenveen (1)         | 0                         | Go Ahead Eagles (1) | 2                 |                            |                            |  |                     |                         |                         |  |                   |                                                  |                                                  |  |
|  | SC Heerenveen (1)         | 0                         |                     |                   |                            |                            |  |                     |                         |                         |  |                   |                                                  |                                                  |  |
|  | Go Ahead Eagles (1)       | 1                         |                     |                   |                            |                            |  |                     |                         |                         |  |                   |                                                  |                                                  |  |
|  | Go Ahead Eagles (1)       | 1                         |                     |                   |                            |                            |  |                     |                         |                         |  | PSV Eindhoven (1) | 2                                                |                                                  |  |
|  |                           |                           |                     |                   |                            |                            |  |                     |                         |                         |  | PSV Eindhoven (1) | 2                                                |                                                  |  |
|  |                           |                           | Ajax (1)            | 1                 |                            |                            |  |                     |                         |                         |  |                   |                                                  |                                                  |  |
|  | RKC Waalwijk (1)          | 4                         | Ajax (1)            | 1                 |                            |                            |  |                     |                         |                         |  |                   |                                                  |                                                  |  |
|  | RKC Waalwijk (1)          | 4                         |                     |                   |                            |                            |  |                     |                         |                         |  |                   |                                                  |                                                  |  |
|  | ADO La Haya (2)           | 2                         |                     |                   |                            |                            |  |                     |                         |                         |  |                   |                                                  |                                                  |  |
|  | ADO La Haya (2)           | 2                         |                     | RKC Waalwijk (1)  | 0                          |                            |  |                     |                         |                         |  |                   |                                                  |                                                  |  |
|  |                           |                           |                     | RKC Waalwijk (1)  | 0                          |                            |  |                     |                         |                         |  |                   |                                                  |                                                  |  |
|  |                           |                           | AZ Alkmaar (1)      | 4                 |                            |                            |  |                     |                         |                         |  |                   |                                                  |                                                  |  |
|  | FC Twente (1)             | 1                         | AZ Alkmaar (1)      | 4                 |                            |                            |  |                     |                         |                         |  |                   |                                                  |                                                  |  |
|  | FC Twente (1)             | 1                         |                     |                   |                            |                            |  |                     |                         |                         |  |                   |                                                  |                                                  |  |
|  | AZ Alkmaar (1)            | 2                         |                     |                   |                            |                            |  |                     |                         |                         |  |                   |                                                  |                                                  |  |
|  | AZ Alkmaar (1)            | 2                         |                     |                   |                            |                            |  | AZ Alkmaar (1)      | 0                       |                         |  |                   |                                                  |                                                  |  |
|  |                           |                           |                     |                   |                            |                            |  | AZ Alkmaar (1)      | 0                       |                         |  |                   |                                                  |                                                  |  |
|  |                           |                           | Ajax (1)            | 2                 |                            |                            |  |                     |                         |                         |  |                   |                                                  |                                                  |  |
|  | Ajax (1)                  | 9                         | Ajax (1)            | 2                 |                            |                            |  |                     |                         |                         |  |                   |                                                  |                                                  |  |
|  | Ajax (1)                  | 9                         |                     |                   |                            |                            |  |                     |                         |                         |  |                   |                                                  |                                                  |  |
|  | Excelsior Maassluis (3)   | 0                         |                     |                   |                            |                            |  |                     |                         |                         |  |                   |                                                  |                                                  |  |
|  | Excelsior Maassluis (3)   | 0                         |                     | Ajax (1)          | 5                          |                            |  |                     |                         |                         |  |                   |                                                  |                                                  |  |
|  |                           |                           |                     | Ajax (1)          | 5                          |                            |  |                     |                         |                         |  |                   |                                                  |                                                  |  |
|  |                           |                           | Vitesse (1)         | 0                 |                            |                            |  |                     |                         |                         |  |                   |                                                  |                                                  |  |
|  | Vitesse (1)               | 2                         | Vitesse (1)         | 0                 |                            |                            |  |                     |                         |                         |  |                   |                                                  |                                                  |  |
|  | Vitesse (1)               | 2                         |                     |                   |                            |                            |  |                     |                         |                         |  |                   |                                                  |                                                  |  |
|  | DVS '33 (4)               | 0                         |                     |                   |                            |                            |  |                     |                         |                         |  |                   |                                                  |                                                  |  |
|  | DVS '33 (4)               | 0                         |                     |                   |                            |                            |  |                     |                         |                         |  |                   |                                                  |                                                  |  |
|  |                           |                           |                     |                   |                            |                            |  |                     |                         |                         |  |                   |                                                  |                                                  |  |

### Octavos de final
Los partidos de octavos de final se jugaron los días 18, 19 y 20 de enero de 2022, y el sorteo tuvo lugar el 18 de diciembre de 2021.
| 18 de enero de 2022 | RKC Waalwijk (1)                       | 4:2 (2:2, 1:2) (t. s.) | ADO La Haya (2)                    | Mandemakers Stadion, Waalwijk                             |                                                           |
| 18:45 CET (UTC+1)   | Kuijpers 18' · Odgaard 75', 105', 116' |                        | El Maach 26' (a.g.) · Verheydt 41' | Asistencia: 0 espectadores Árbitro(s): M. van den Kerkhof | Asistencia: 0 espectadores Árbitro(s): M. van den Kerkhof |

| 18 de enero de 2022 | Vitesse (1)              | 2:0 (1:0) | DVS '33 (4) | Gelredome, Arnhem                                |                                                  |
| 20:00 CET (UTC+1)   | Huisman 22' · Openda 57' |           |             | Asistencia: 0 espectadores Árbitro(s): C.Ruperti | Asistencia: 0 espectadores Árbitro(s): C.Ruperti |

| 18 de enero de 2022 | SC Heerenveen (1) | 0:1 (0:1) | Go Ahead Eagles (1) | Abe Lenstra Stadion, Heerenveen                           |                                                           |
| 21:00 CET (UTC+1)   |                   |           | Córdoba 15'         | Asistencia: 0 espectadores Árbitro(s): Edwin van de Graaf | Asistencia: 0 espectadores Árbitro(s): Edwin van de Graaf |

| 19 de enero de 2022 | FC Groningen (1) | 1:2 (1:1) | NEC Nijmegen (1)          | Euroborg, Groninga                                     |                                                        |
| 18:45 CET (UTC+1)   | Leeuw 45+1'      |           | Verdonk 10' · Duelund 48' | Asistencia: 0 espectadores Árbitro(s): Jeroen Manschot | Asistencia: 0 espectadores Árbitro(s): Jeroen Manschot |

| 19 de enero de 2022 | NAC Breda (2)          | 2:1 (1:1) | PEC Zwolle (1) | Estadio Rat Verlegh, Breda                           |                                                      |
| 20:00 CET (UTC+1)   | Bannis 13' · Rooij 84' |           | Saymak 5'      | Asistencia: 0 espectadores Árbitro(s): Dennis Higler | Asistencia: 0 espectadores Árbitro(s): Dennis Higler |

| 19 de enero de 2022 | FC Twente (1)         | 1:2 (0:0) | AZ Alkmaar (1)                        | De Grolsch Veste, Enschede                              |                                                         |
| 21:00 CET (UTC+1)   | Wolfswinkel 48' (pen) |           | Pleguezuelo 63' (a.g.) · Pavlidis 82' | Asistencia: 0 espectadores Árbitro(s): Serdar Gözübüyük | Asistencia: 0 espectadores Árbitro(s): Serdar Gözübüyük |

| 20 de enero de 2022 | PSV Eindhoven (1)       | 2:1 (1:1) | Telstar (2) | Philips Stadion, Eindhoven                           |                                                      |
| 20:00 CET (UTC+1)   | Bruma 32' · Veerman 61' |           | Aktaş 17'   | Asistencia: 0 espectadores Árbitro(s): Rob Dieperink | Asistencia: 0 espectadores Árbitro(s): Rob Dieperink |

| 20 de enero de 2022 | Ajax (1)                                                                                       | 9:0 (5:0) | Excelsior Maassluis (3) | Johan Cruyff Arena, Ámsterdam                              |                                                            |
| 21:00 CET (UTC+1)   | Tagliafico 9' · Danilo 21' (pen.), 26', 37', 55' · Regeer 41' · Hlynsson 64' · Daramy 66', 84' |           |                         | Asistencia: 0 espectadores Árbitro(s): Sander van der Eijk | Asistencia: 0 espectadores Árbitro(s): Sander van der Eijk |

### Cuartos de final
Los partidos de cuartos de final se jugaron los días 8, 9 y 10 de febrero de 2022. El sorteo de estos cuartos de final se dividió en dos partes. La primera parte fue sorteada el sábado 18 de diciembre de 2021 en el estudio de ESPN por Ralf Seuntjens, jugador del NAC Breda. La segunda parte se realizó el sábado 22 de enero de 2022 en el mismo estudio.
| 9 de febrero de 2022 | PSV Eindhoven (1)                       | 4:0 (3:0) | NAC Breda (2) | Philips Stadion, Eindhoven                                     |                                                                |
| 19:00 CET (UTC+1)    | Madueke 8' · Götze 28', 40' · Gakpo 79' | Reporte   |               | Asistencia: 12.500 espectadores Árbitro(s): M. van den Kerkhof | Asistencia: 12.500 espectadores Árbitro(s): M. van den Kerkhof |

| 9 de febrero de 2022 | RKC Waalwijk (1) | 0:4 (0:3) | AZ Alkmaar (1)                                                | Mandemakers Stadion, Waalwijk                                 |                                                               |
| 19:00 CET (UTC+1)    |                  | Reporte   | De Wit 8' · Pavlidis 23' · Karlsson 33' (pen) · Aboukhlal 71' | Asistencia: 1.543 espectadores Árbitro(s): Edwin van de Graaf | Asistencia: 1.543 espectadores Árbitro(s): Edwin van de Graaf |

| 9 de febrero de 2022 | Ajax (1)                                      | 5:0 (2:0) | Vitesse (1) | Johan Cruyff Arena, Ámsterdam                           |                                                         |
|                      | Antony 17', 61' · Haller 30', 46' · Tadić 51' | Reporte   |             | Asistencia: 15.403 espectadores Árbitro(s): Bas Nijhuis | Asistencia: 15.403 espectadores Árbitro(s): Bas Nijhuis |

| 9 de febrero de 2022 | NEC Nijmegen (1) | 0:2 (0:2) | Go Ahead Eagles (1)            | McDOS Goffertstadion, Nimega                              |                                                           |
|                      |                  | Reporte   | Brouwers 19' (pen) · Botos 26' | Asistencia: 4.350 espectadores Árbitro(s): Danny Makkelie | Asistencia: 4.350 espectadores Árbitro(s): Danny Makkelie |

### Semifinales
Los partidos de semifinales se jugaron los días 1, 2 y 3 de marzo de 2022. La primera parte del sorteo se realizó el 22 de enero de 2022 decidiendo los equipos que juegan en casa. La segunda parte del sorteo se realizó el 12 de febrero de 2022.
| 2 de marzo de 2022 | Go Ahead Eagles (1) | 1:2 (1:1) | PSV Eindhoven (1)        | Adelaarshorst, Deventer    |                            |
|                    | Córdoba 36'         | Reporte   | Zahavi 43' · Veerman 68' | Árbitro(s): Pol van Boekel | Árbitro(s): Pol van Boekel |

| 3 de marzo de 2022 | AZ Alkmaar (1) | 0:2 (0:1) | Ajax (1)                    | AFAS Stadion, Alkmaar        |                              |
|                    |                | Reporte   | Berghuis 11' · Klaassen 89' | Árbitro(s): Serdar Gözübüyük | Árbitro(s): Serdar Gözübüyük |

## Final
La final se disputó el 17 de abril de 2022, en el estadio De Kuip en la ciudad de Róterdam.
| 17 de abril de 2022 | PSV Eindhoven (1)         | 2:1 (0:1) | Ajax (1)        | Stadion Feijenoord, Róterdam                               |                                                            |
|                     | Gutiérrez 48' · Gakpo 50' | Reporte   | Gravenberch 23' | Asistencia: 47.500 espectadores Árbitro(s): Danny Makkelie | Asistencia: 47.500 espectadores Árbitro(s): Danny Makkelie |

### Ficha
| 38    | Guardameta     | Yvon Mvogo      |     |
| 17    | Defensa        | Mauro Júnior    |     |
| 3     | Defensa        | Jordan Teze     |     |
| 5     | Defensa        | André Ramalho   |     |
| 31    | Defensa        | Philipp Max     |     |
| 23    | Centrocampista | Joey Veerman    | 69' |
| 15    | Centrocampista | Érick Gutiérrez |     |
| 6     | Centrocampista | Ibrahim Sangaré |     |
| 27    | Delantero      | Mario Götze     |     |
| 7     | Delantero      | Eran Zahavi     | 81' |
| 11    | Delantero      | Cody Gakpo      | 69' |
| D. T. | D. T.          | Roger Schmidt   |     |

| width=10% | Guardameta     | Bandera de ?  |     |
| 19        | Delantero      | Bandera de ?  |     |
|           | Defensa        | Bandera de ?  |     |
|           | Defensa        | Bandera de ?  |     |
|           | Defensa        | Bandera de ?  |     |
|           | Defensa        | Bandera de ?  |     |
|           | Centrocampista |               |     |
|           | Centrocampista | Bandera de ?  |     |
|           | Centrocampista | Bandera de ?  |     |
|           | Delantero      | Bandera de ?  | 67' |
|           | Delantero      | Bandera de ?  |     |
| D. T.     | D. T.          | Thomas Tuchel |     |

| 25 | Centrocampista | Ritsu Dōan      | 69'   |
| 19 | Delantero      | Bruma           | 69'   |
| 32 | Delantero      | Yorbe Vertessen | 90+2' |
|    | Centrocampista | Bandera de ?    | Entró |
|    | Delantero      | Bandera de ?    | Entró |

| width=10% | Centrocampista | Bandera de ? | Entró |
|           | Centrocampista | Bandera de ? | Entró |
|           | Defensa        | Bandera de ? | Entró |
|           | Centrocampista | Bandera de ? | Entró |

| Principal  | Danny Makkelie   |
| Asistentes | Hessel Steegstra |
|            | Jan de Vries     |
| Cuarto     | Joey Kooij       |

| 38    | Guardameta     | Yvon Mvogo      |     |
| 17    | Defensa        | Mauro Júnior    |     |
| 3     | Defensa        | Jordan Teze     |     |
| 5     | Defensa        | André Ramalho   |     |
| 31    | Defensa        | Philipp Max     |     |
| 23    | Centrocampista | Joey Veerman    | 69' |
| 15    | Centrocampista | Érick Gutiérrez |     |
| 6     | Centrocampista | Ibrahim Sangaré |     |
| 27    | Delantero      | Mario Götze     |     |
| 7     | Delantero      | Eran Zahavi     | 81' |
| 11    | Delantero      | Cody Gakpo      | 69' |
| D. T. | D. T.          | Roger Schmidt   |     |

| width=10% | Guardameta     | Bandera de ?  |     |
| 19        | Delantero      | Bandera de ?  |     |
|           | Defensa        | Bandera de ?  |     |
|           | Defensa        | Bandera de ?  |     |
|           | Defensa        | Bandera de ?  |     |
|           | Defensa        | Bandera de ?  |     |
|           | Centrocampista |               |     |
|           | Centrocampista | Bandera de ?  |     |
|           | Centrocampista | Bandera de ?  |     |
|           | Delantero      | Bandera de ?  | 67' |
|           | Delantero      | Bandera de ?  |     |
| D. T.     | D. T.          | Thomas Tuchel |     |

| 25 | Centrocampista | Ritsu Dōan      | 69'   |
| 19 | Delantero      | Bruma           | 69'   |
| 32 | Delantero      | Yorbe Vertessen | 90+2' |
|    | Centrocampista | Bandera de ?    | Entró |
|    | Delantero      | Bandera de ?    | Entró |

| width=10% | Centrocampista | Bandera de ? | Entró |
|           | Centrocampista | Bandera de ? | Entró |
|           | Defensa        | Bandera de ? | Entró |
|           | Centrocampista | Bandera de ? | Entró |

| Principal  | Danny Makkelie   |
| Asistentes | Hessel Steegstra |
|            | Jan de Vries     |
| Cuarto     | Joey Kooij       |

| 38    | Guardameta     | Yvon Mvogo      |     |
| 17    | Defensa        | Mauro Júnior    |     |
| 3     | Defensa        | Jordan Teze     |     |
| 5     | Defensa        | André Ramalho   |     |
| 31    | Defensa        | Philipp Max     |     |
| 23    | Centrocampista | Joey Veerman    | 69' |
| 15    | Centrocampista | Érick Gutiérrez |     |
| 6     | Centrocampista | Ibrahim Sangaré |     |
| 27    | Delantero      | Mario Götze     |     |
| 7     | Delantero      | Eran Zahavi     | 81' |
| 11    | Delantero      | Cody Gakpo      | 69' |
| D. T. | D. T.          | Roger Schmidt   |     |

| width=10% | Guardameta     | Bandera de ?  |     |
| 19        | Delantero      | Bandera de ?  |     |
|           | Defensa        | Bandera de ?  |     |
|           | Defensa        | Bandera de ?  |     |
|           | Defensa        | Bandera de ?  |     |
|           | Defensa        | Bandera de ?  |     |
|           | Centrocampista |               |     |
|           | Centrocampista | Bandera de ?  |     |
|           | Centrocampista | Bandera de ?  |     |
|           | Delantero      | Bandera de ?  | 67' |
|           | Delantero      | Bandera de ?  |     |
| D. T.     | D. T.          | Thomas Tuchel |     |

| 25 | Centrocampista | Ritsu Dōan      | 69'   |
| 19 | Delantero      | Bruma           | 69'   |
| 32 | Delantero      | Yorbe Vertessen | 90+2' |
|    | Centrocampista | Bandera de ?    | Entró |
|    | Delantero      | Bandera de ?    | Entró |

| width=10% | Centrocampista | Bandera de ? | Entró |
|           | Centrocampista | Bandera de ? | Entró |
|           | Defensa        | Bandera de ? | Entró |
|           | Centrocampista | Bandera de ? | Entró |

| Principal  | Danny Makkelie   |
| Asistentes | Hessel Steegstra |
|            | Jan de Vries     |
| Cuarto     | Joey Kooij       |

| 38    | Guardameta     | Yvon Mvogo      |     |
| 17    | Defensa        | Mauro Júnior    |     |
| 3     | Defensa        | Jordan Teze     |     |
| 5     | Defensa        | André Ramalho   |     |
| 31    | Defensa        | Philipp Max     |     |
| 23    | Centrocampista | Joey Veerman    | 69' |
| 15    | Centrocampista | Érick Gutiérrez |     |
| 6     | Centrocampista | Ibrahim Sangaré |     |
| 27    | Delantero      | Mario Götze     |     |
| 7     | Delantero      | Eran Zahavi     | 81' |
| 11    | Delantero      | Cody Gakpo      | 69' |
| D. T. | D. T.          | Roger Schmidt   |     |

| width=10% | Guardameta     | Bandera de ?  |     |
| 19        | Delantero      | Bandera de ?  |     |
|           | Defensa        | Bandera de ?  |     |
|           | Defensa        | Bandera de ?  |     |
|           | Defensa        | Bandera de ?  |     |
|           | Defensa        | Bandera de ?  |     |
|           | Centrocampista |               |     |
|           | Centrocampista | Bandera de ?  |     |
|           | Centrocampista | Bandera de ?  |     |
|           | Delantero      | Bandera de ?  | 67' |
|           | Delantero      | Bandera de ?  |     |
| D. T.     | D. T.          | Thomas Tuchel |     |

| 25 | Centrocampista | Ritsu Dōan      | 69'   |
| 19 | Delantero      | Bruma           | 69'   |
| 32 | Delantero      | Yorbe Vertessen | 90+2' |
|    | Centrocampista | Bandera de ?    | Entró |
|    | Delantero      | Bandera de ?    | Entró |

| width=10% | Centrocampista | Bandera de ? | Entró |
|           | Centrocampista | Bandera de ? | Entró |
|           | Defensa        | Bandera de ? | Entró |
|           | Centrocampista | Bandera de ? | Entró |

| Principal  | Danny Makkelie   |
| Asistentes | Hessel Steegstra |
|            | Jan de Vries     |
| Cuarto     | Joey Kooij       |

## Campeón
|                       |
| Campeón PSV Eindhoven |
| 10° título            |